# Johann Gottfried Galle
Johann Gottfried Galle (Radis, 9 de junho de 1812 — Potsdam, 10 de julho de 1910) foi um astrônomo alemão, no Observatório de Berlim que, em 23 de setembro de 1846, com a ajuda do estudante Heinrich Louis d'Arrest, foi a primeira pessoa a ver o planeta Netuno e saber o que ele estava olhando. Urbain Le Verrier previu a existência e a posição de Netuno e enviou as coordenadas para Galle, pedindo-lhe para verificar. Galle encontrou Netuno na mesma noite em que recebeu a carta de Le Verrier, a 1° da posição prevista. A descoberta de Netuno é considerada como uma validação dramática da mecânica celeste, e é um dos momentos mais marcantes da ciência do século XIX.

## Juventude
Galle nasceu em Papsthaus (uma casa na floresta de Pabst) 2 km a oeste de Radis, nos arredores da cidade de Gräfenhainichen, como o primeiro filho de Marie Henriette nascida Pannier (1790-1839) e Johann Gottfried Galle (1790-1853), um operador de um forno de alcatrão. Frequentou o Gymnasium em Wittenberg e estudou na Friedrich-Wilhelms-Universität Berlin de 1830 a 1833. Tornou-se professor no Gymnasium de Guben, ensinando matemática e física. Mais tarde, ele foi transferido para o Gymnasium de Berlim.

## Observatório de Berlim
Ele começou a trabalhar como assistente de Johann Franz Encke em 1835, imediatamente após a conclusão do novo Observatório de Berlim. Galle trabalhou lá durante os próximos 16 anos, fazendo uso especialmente de um Fraunhofer-refractor com 9  Zoll (~ 22,5 centímetros) de abertura. Em 1838, ele descobriu um anel escuro interno de Saturno. De 2 de dezembro de 1839 a 6 de março de 1840, ele descobriu três novos cometas.
Em 1845, sua tese de doutorado foi uma redução e discussão crítica da observação de Ole Rømer dos trânsitos meridianos de estrelas e planetas nos dias de 20 de outubro a 23 de outubro de 1706.

### Descoberta de Netuno
Por volta da mesma época, em 1845, ele enviou uma cópia de sua tese para Urbain Le Verrier, mas só recebeu uma resposta um ano depois. Enviado em 18 de setembro de 1846, chegou a Galle na manhã de 23 de setembro. Le Verrier estava investigando as perturbações da órbita do planeta Urano e daí derivou a posição de um planeta ainda não descoberto, e pediu a Galle que procurasse na seção correspondente do céu. Na mesma noite (após Encke dar permissão para a busca, contra seu próprio julgamento), em colaboração com seu assistente Heinrich Louis d'Arrest, Galle descobriu uma estrela de 8ª magnitude, a apenas 1° de distância da posição calculada, que não foi registrada no Berliner Akademischen Sternkarte. Nas duas noites seguintes, um movimento próprio do objeto celeste de 4 segundos de arco foi medido, o que o determinou absolutamente como um planeta, para o qual Le Verrier propôs o nome de Netuno. Galle sempre se recusou a ser reconhecido como o descobridor de Netuno; ele atribuiu a descoberta a Le Verrier.
Em 1847, Galle foi designado sucessor de Friedrich Wilhelm Bessel como Diretor do Observatório de Königsberg. Antes que a nomeação de Friedrich Wilhelm IV fosse efetivada de fato, Galle retirou seu pedido no início de 1848 devido a uma intriga contra ele liderada por Carl Gustav Jacob Jacobi.

## Observatório Breslau
Em 1851 ele se mudou para Breslau (hoje Wrocław) para se tornar o diretor do observatório local, e em 1856 ele se tornou Professor de Astronomia na Schlesischen Friedrich-Wilhelms-Universität Breslau. Ele trabalhou em Breslau por mais de 45 anos. Para o ano letivo de 1875/76 foi eleito Reitor. Em Breslau, ele lidou com a determinação exata das órbitas planetárias e desenvolveu métodos para calcular a altura das auroras e o caminho dos meteoros, e consolidou os dados de todos os 414 cometas descobertos até 1894 em um trabalho (com a ajuda de o filho dele). Caso contrário, ele se preocupava com o campo magnético da Terra e climatologia. Ao todo ele publicou mais de 200 obras.

## Anos posteriores
Em 1897, Galle voltou para Potsdam, onde morreu em 1910 com a idade de 98. Ele deixou sua esposa e dois filhos, Andreas Galle e Georg Galle (1860–1946).
A cidade de Gräfenhainichen, próxima à sua cidade natal, ergueu um memorial em sua homenagem em 1977.
Duas crateras, uma na Lua e a "cara feliz", uma em Marte, o asteroide 2097 Galle e um anel de Netuno foram nomeados em sua homenagem.

## Obituários
- Franz, J. (1910). «Anzeige des Todes von Johann Gottfried Galle». Astronomische Nachrichten. 185 (19). 309 páginas. Bibcode:1910AN....185..309F. doi:10.1002/asna.19101851906 (em alemão)
- Chant, C. A. (1910). «Johann Gottfried Galle». Journal of the Royal Astronomical Society of Canada. 4. 379 páginas. Bibcode:1910JRASC...4..379C
- «Obituary Notices : Associates : Galle, Johann Gottfried». Monthly Notices of the Royal Astronomical Society. 71. 275 páginas. 1911. Bibcode:1911MNRAS..71R.275.
- «Obituaries: G. V. Schiaparelli, J. G. Galle, J. B. N. Hennessey J. Coles, J. E. Gore». The Observatory. 33. 311 páginas. 1910. Bibcode:1910Obs....33..311.